# Jaskinie Batu
Jaskinie Batu (malajski Gua Batu, ang. Batu Caves) – zespół jaskiń odkrytych pod koniec XIX w. w formacjach wapiennych położonych 13 km na północ od centrum Kuala Lumpur, stolicy Malezji.
Jaskinie stanowią ważne centrum pielgrzymek dla miejscowych hinduistów, zwłaszcza podczas corocznego święta Thaipusam. Do głównej jaskini o wysokości 100 m zwanej „Jaskinią Katedralną” prowadzą schody o 272 stopniach.